# Liebfrauenkirche (Koblenz)

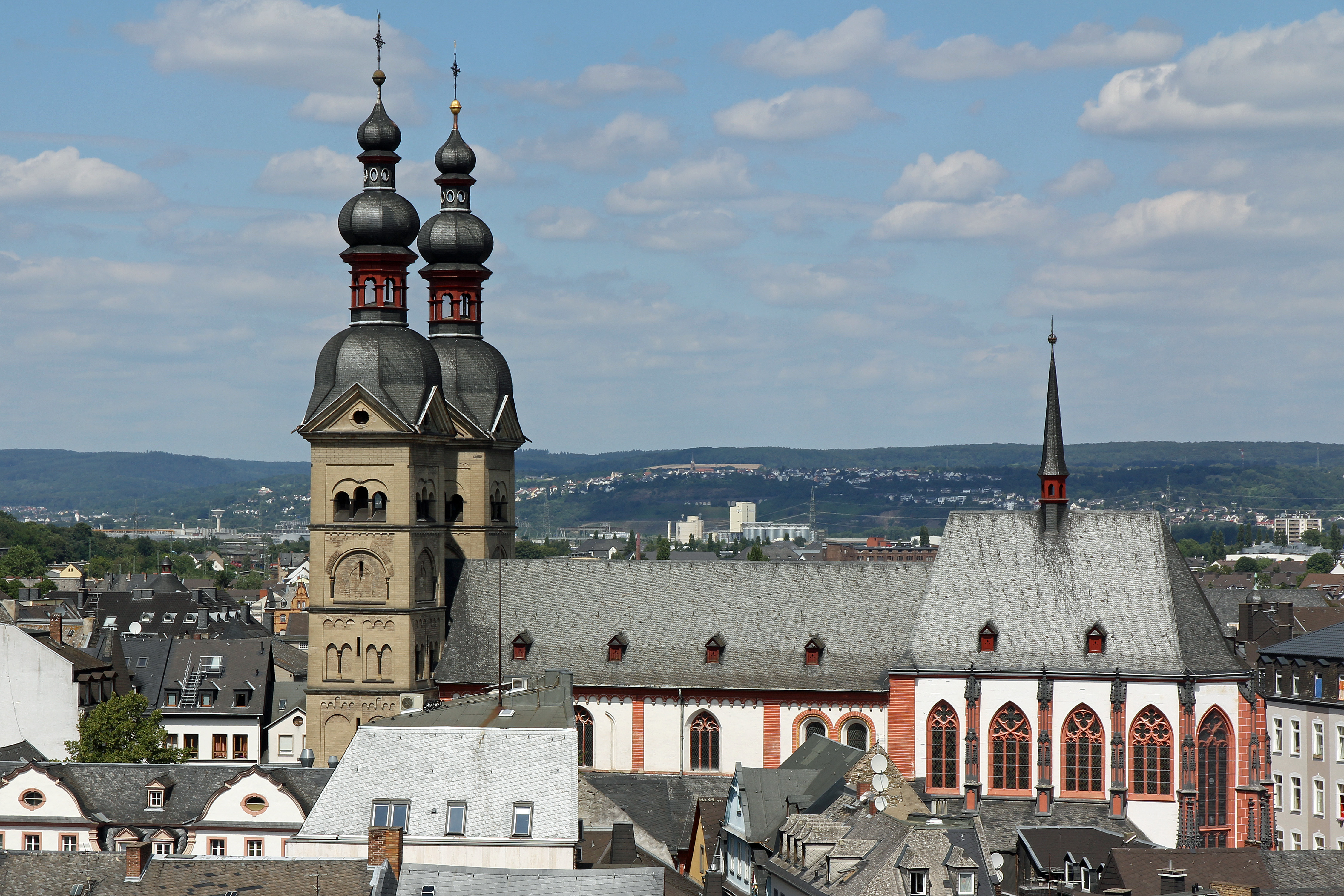
Die Liebfrauenkirche in der Altstadt von Koblenz

Die Liebfrauenkirche ist eine katholische Kirche im Zentrum der Altstadt von Koblenz. Sie prägt mit den anderen beiden romanischen Kirchen, den ehemaligen Stiftskirchen St. Kastor und St. Florin, die Silhouette der Altstadt. Die Anfänge der Kirche, die sich an der höchsten Stelle der Altstadt befindet, reichen bis ins 5. Jahrhundert zurück. Vom Spätmittelalter bis zur Französischen Revolution war sie die Hauptpfarrkirche von Koblenz. Sie trägt das Patrozinium der Maria, der Mutter Jesu, und ist ein Hauptwerk der mittelalterlichen Sakralbaukunst am Mittelrhein.

## Umgebung der Kirche

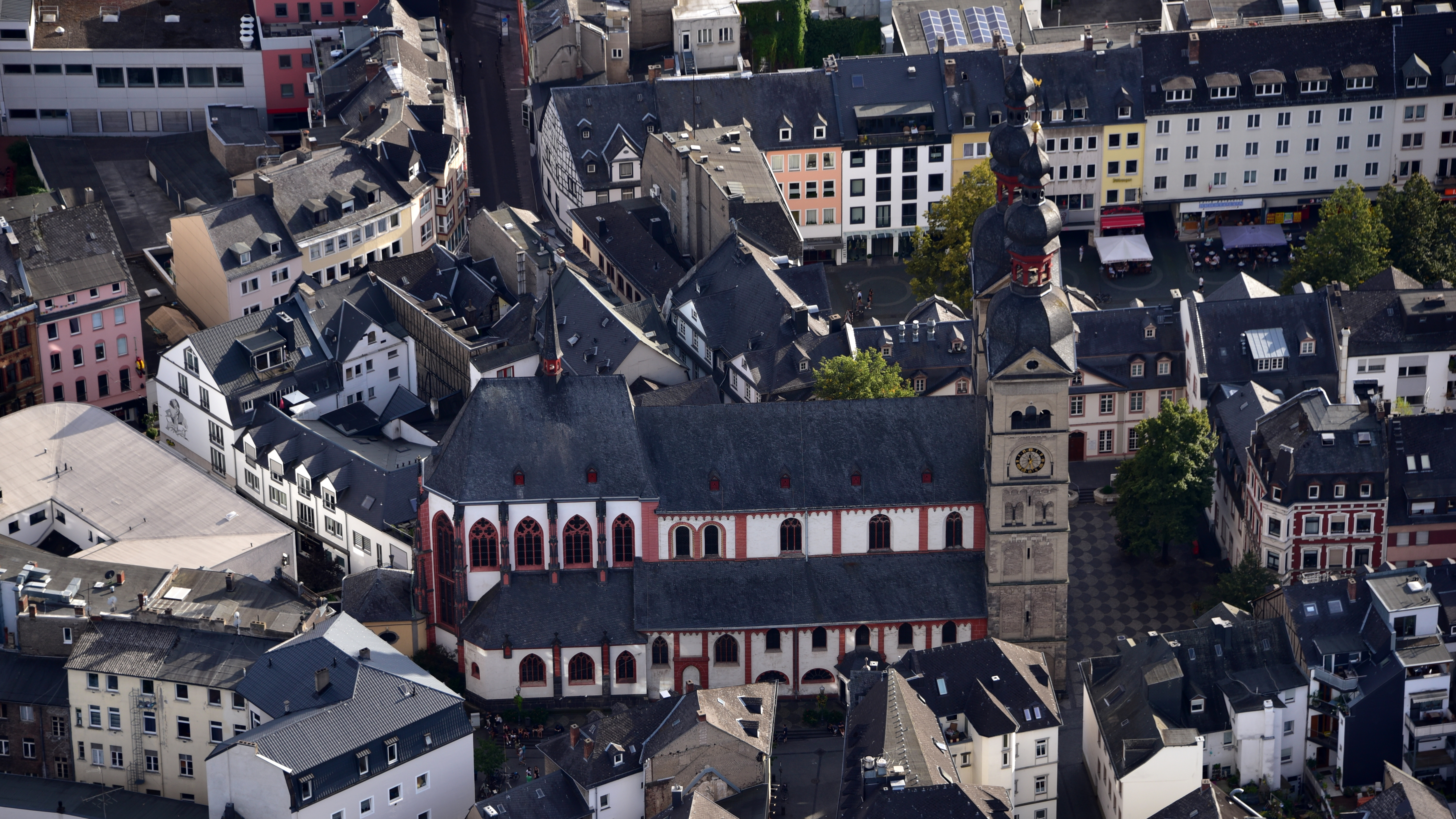
Luftaufnahme (2016)

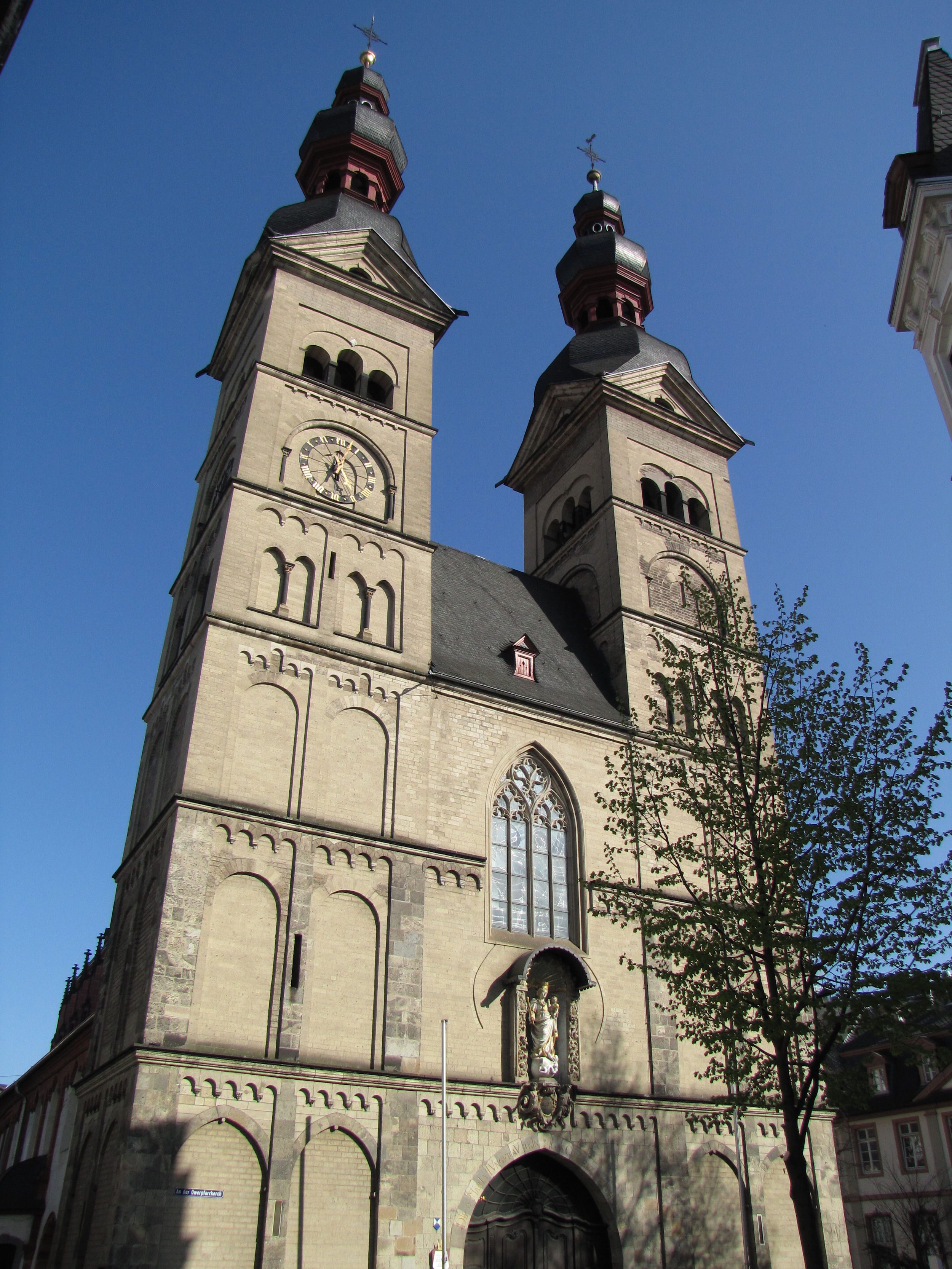
Die Doppelturmfassade der Liebfrauenkirche

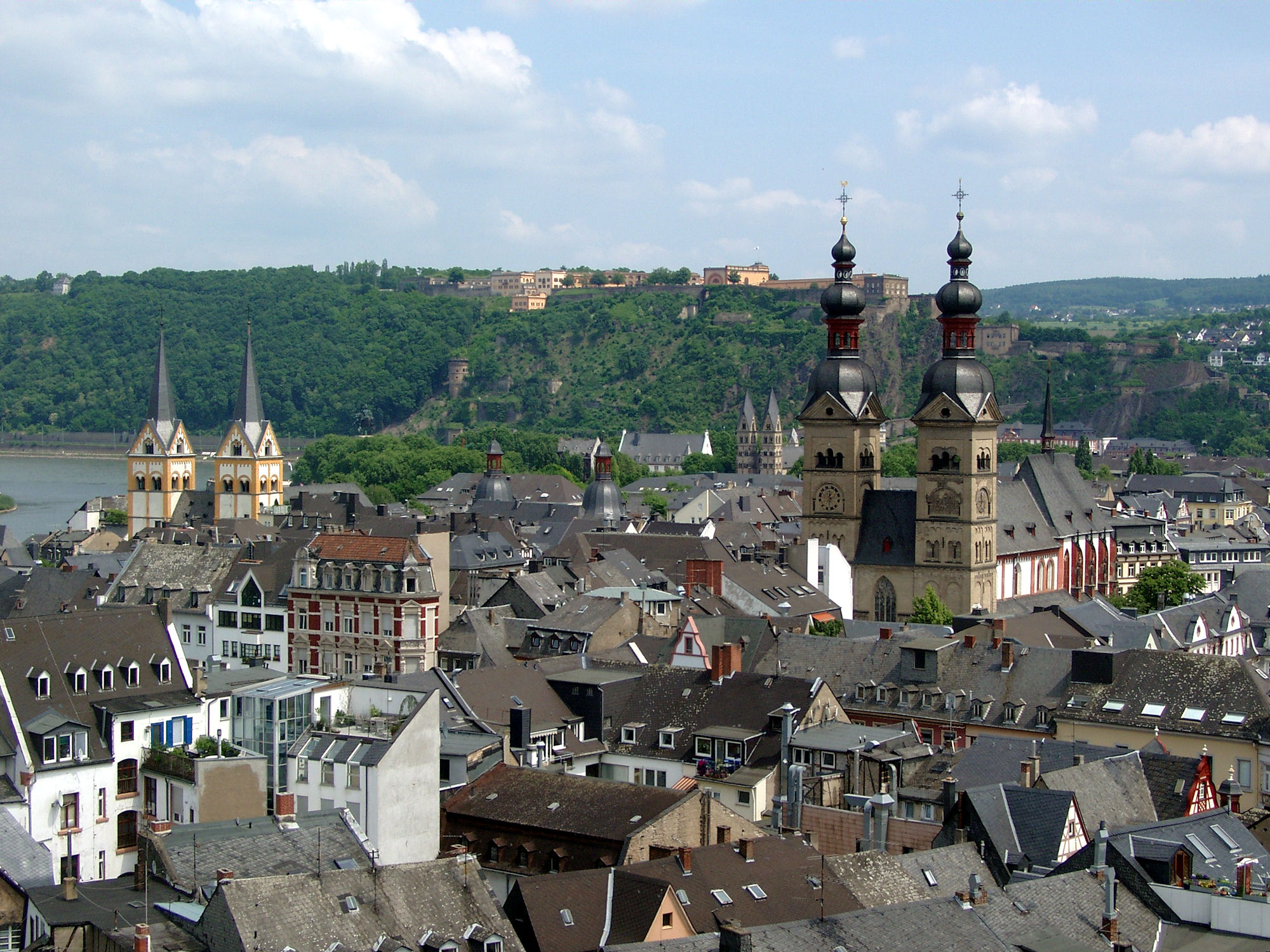
Koblenzer Altstadt: Florinskirche (links), Liebfrauenkirche (rechts) und im Hintergrund die Basilika St. Kastor

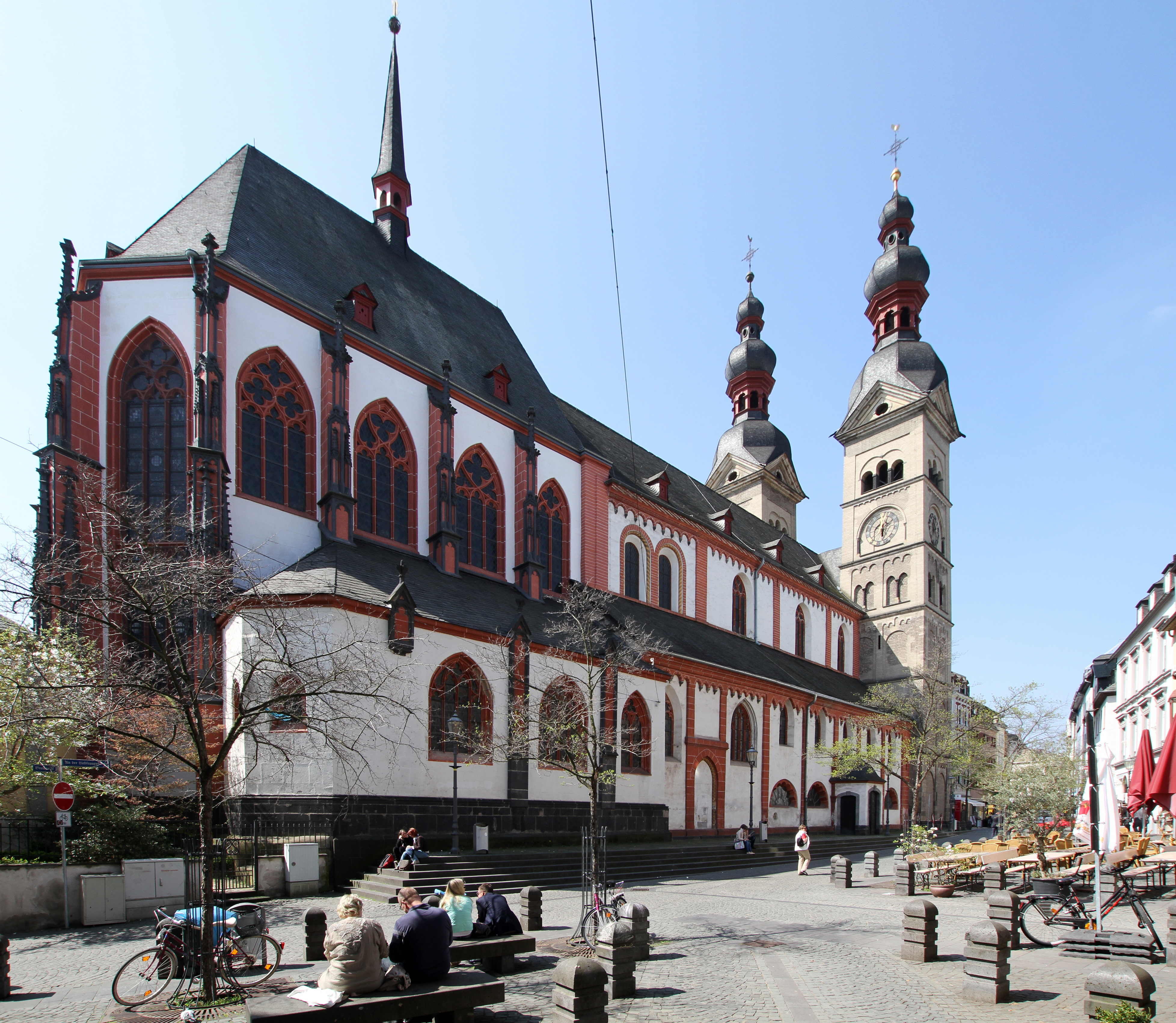
Die Liebfrauenkirche von Norden

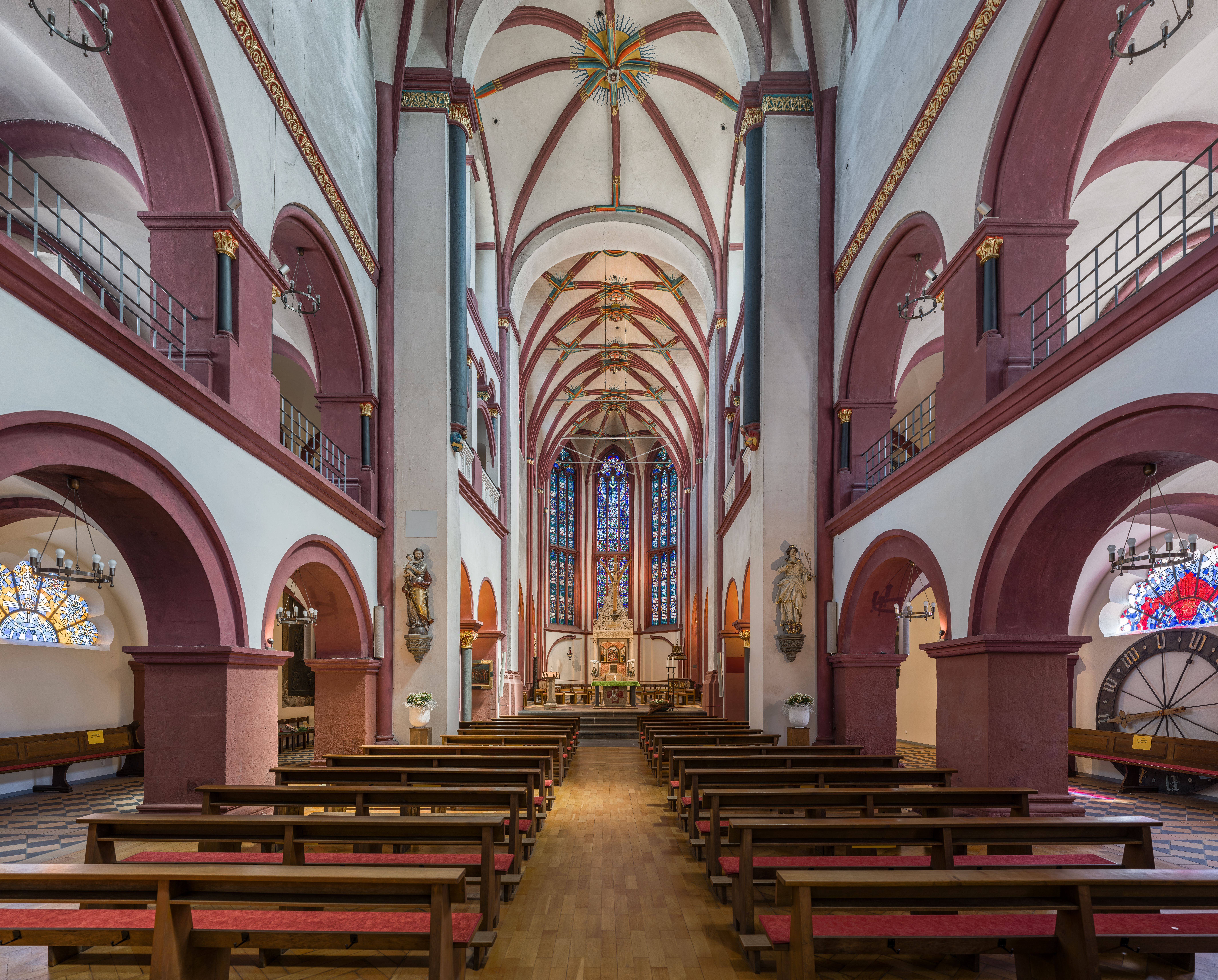
Innenraum der Liebfrauenkirche

Rings um die Liebfrauenkirche befand sich der Kirchhof von Liebfrauen. Er wurde 1777 aufgelassen, nachdem Kurfürst Clemens Wenzeslaus von Sachsen die Bestattungen in Städten und Kirchen verboten hatte. Zum Kirchhof von Liebfrauen gehörten zwei Beinhäuser, die Andreaskapelle und die 1321 erstmals erwähnte Michaelskapelle. Letztere ist noch erhalten. Sie ruht auf dem Stumpf eines römischen Stadtmauerturms. Das jetzt umgebaute Erdgeschoss diente als Beinhaus, das obere Geschoss birgt eine Kapelle. Deren Apsis wurde im frühen 14. Jahrhundert erbaut und weist noch spitzbogige Fenster und ein gotisches Rippengewölbe auf. 1660 wurde die Kapelle grundlegend renoviert. Seit 1752 befindet sich über dem Eingang eine Statue des Erzengels Michael, der den Teufel besiegt. Das Deckengemälde im Inneren vom Ende des 18. Jahrhunderts zeigt den Erzengel Michael und den Sturz der verdammten Seelen.

## Geschichte
Ein Vorgängerbau der Liebfrauenkirche aus dem 5. Jahrhundert ging auf eine spätantike Halle aus der Zeit des Kaisers Valentinian I. (364–375) zurück. In den Mauern dieses römischen Gebäudes richteten die damals nach Koblenz gekommenen Franken ein christliches Gotteshaus ein. Unter Verwendung der Fundamente erfuhr diese Kirche mehrere Um- und Ausbauten.
Um 1180/85, zur Zeit des im Jahr 1182 erwähnten Pfarrers Saulinus, begannen Planungen und Bau einer querhauslosen spätromanischen Pfeilerbasilika mit Emporen, der um das Jahr 1205 vollendet war. Das im Stil der Spätromanik oder im rheinischen Übergangsstil erbaute Gotteshaus wurde von Anfang an mit dem zweitürmigen Westbau geplant, von dem aus auch die Emporen des Langhauses erschlossen wurden. Zwischen den Türmen befand sich im Obergeschoss des Westbaus eine Art Kapelle. Während des Baus erfolgten Umplanungen. Diese begannen in der zweiten Hälfte der 1180er Jahre mit dem Bau des Ostchors. Dieser dreigeschossige Baukörper geriet höher als das Schiff, was heute noch an der unterschiedlichen Lage der Emporen zu erkennen ist. Im Schiff erfolgten Anpassungen, insbesondere eine Erhöhung des Obergadens. Damit verbunden war der Beschluss, das Mittelschiff einzuwölben. Da dies anfangs nicht geplant war, wurden erst oberhalb der Emporen Wandvorlagen eingebaut, die die Gewölbelast verteilen sollten. Während dendrochronologische Daten belegen, dass im Jahr 1199 die Dächer der Seitenschiffe und der Abseiten des Chores aufgeschlagen wurden, erfolgte der Bau des Gewölbes im Mittelschiff und im Ostchor wohl erst nach dem Jahr 1200. Da das Schiff höher wurde, als geplant, erhielten die Westtürme nach dem Jahr 1200 noch ein fünftes Geschoss. Kurz nach dem Jahr 1200 erhielten die Seitenschiffe im Erdgeschoss noch ihre Fächerfenster.
In der Spätgotik erfuhr die Liebfrauenkirche deutliche Veränderungen und Erweiterungen. Anfang des 15. Jahrhunderts wurde die Hauptapsis niedergelegt und von 1404 bis 1430 nach Plänen von Johannes von Spey an dem romanischen Chor der heutige spätgotische Langchor angebaut. Zwischen 1463 und 1466 wurde das Emporengeschoss zwischen den beiden Türmen um ein Stockwerk erhöht und das romanische Rosenfenster in der Fassade durch ein sehr großes spätgotisches Maßwerkfenster ersetzt. In den Jahren 1486/1487 entfernte man das romanische Gewölbe im Langhaus und ersetzte es durch ein reiches Sternrippengewölbe mit geschmückten Schlusssteinen. Gleichzeitig erfolgte der Tausch der Obergadenfenster durch die heutigen spätgotischen Fenster mit Fischblasenmaßwerk.
Im Pfälzischen Erbfolgekrieg wurde Koblenz 1688 durch die Truppen Ludwigs XIV. von Frankreich bombardiert. Bei den schweren Beschädigungen in der Stadt brannten auch die gotischen Turmhelme ab. Diese wurden 1694 vom kurtrierischen Hofbaumeister Johann Christoph Sebastiani durch die heutigen charakteristischen welschen Hauben ersetzt. Der untere Teil des großen Fassadenfensters wurde 1702 vermauert, um die große Nischenfigur der Muttergottes über dem Portal aufstellen zu können. Das Portal selbst wurde 1765 durch das heutige Spitzbogentor ersetzt. Nach Plänen von Nikolaus Lauxem baute man 1776 hinter dem Chor eine barocke Sakristei an.
In französischer Zeit und nachdem sämtliche Stifte in Koblenz säkularisiert wurden, bezeichnete man die Liebfrauenkirche 1803 als ruinös. Aufgabe und Abriss der renovierungsbedürftigen Kirche konnte aber abgewandt werden, indem man 1808 das Dach erneuerte. Allerdings waren die Dächer von Schiff und Chor nun gleich hoch, der Dachreiter des Chors war verschwunden. Ab 1852 restaurierte der Kölner Domwerkmeister Vincenz Statz die Kirche im Stil der Neoromanik. So wurden beispielsweise die erhöhten Böden des 18. Jahrhunderts tiefergelegt, eine neue steinerne Westempore installiert und Mauerdurchbrüche im Vorchor durchgeführt. Die barocke Ausstattung der Kirche verschwand zum größten Teil, da man sie durch „stilgerechte“ Stücke im Stil der Neoromanik ersetzte, die ihrerseits nach dem Zweiten Weltkrieg größtenteils beseitigt wurden.
Beim schwersten Luftangriff auf Koblenz vom 6. November 1944 wurde die Liebfrauenkirche erheblich beschädigt, so brannten Turmhelme und Dächer ab. Die Gewölbe und Mauern blieben allerdings intakt. Kurz nach Ende des Zweiten Weltkriegs erhielt die Liebfrauenkirche Notdächer, so dass sie trocken blieb. Da man die großen Fenster nicht verschließen konnte, wurde im Kirchenschiff für einige Jahre mit Hilfe einer Zwischendecke eine Notkirche eingerichtet, die von den Pfarrkindern liebevoll Klein St. Marien genannt wurde. Der Wiederaufbau begann ab 1950. Als 1955 die welschen Hauben und die Dächer, nun wieder mit der Erhöhung des Chordaches und dem Dachreiter, errichtet waren, hatte die Koblenzer Altstadt auch optisch wieder einen wichtigen Mittelpunkt zurückgewonnen.
Bei der Außenrenovierung von 1971 bis 1974 erhielten Chor und Schiff wieder eine Farbfassung nach mittelalterlichem Vorbild. Bei den Türmen konnte man sich dazu nicht durchringen. Der Altarraum wurde von 1976 bis 1980 neu gestaltet. Den neuen Hauptaltar aus Savonnières Kalkstein schufen die befreundeten Bildhauer Elmar Hillebrand und Theo Heiermann. Die Rückseiten der Tafeln des Retabelaltarbildes wurden von Clemens Hillebrand als Fastenbild mit den Arma Christi, den Leidenswerkzeugen Christi bemalt. Im Jahr 1992 erhielt die Kirche neue figürliche Chorfenster, die Hans Gottfried von Stockhausen schuf und die eine einfachere Verglasung aus der Zeit des Wiederaufbaus ersetzten. Die gut in den Raum eingepassten Fenster haben das Thema Frauen in der Heilsgeschichte. Das Innere, in dem man in den 1950er Jahren den romanischen Teil romanisch und den gotischen gotisch gefasst hatte, erhielt in den Jahren 1999/2000 eine einheitliche Farbfassung nach Farbbefunden des 15. Jahrhunderts. Von 2005 bis November 2007 wurde der Chor restauriert, auf dessen Außenseite der gotische Zierrat und das Mauerwerk größere Schäden gezeigt hatten. Teile der Bauplastik mussten ausgetauscht werden. Von März bis September 2007 wurde die Orgel der Kirche überholt und umgebaut.
Seit 1999 bilden die katholischen Pfarrgemeinden Liebfrauen und Herz-Jesu eine Pfarreiengemeinschaft und haben einen gemeinsamen Pfarrer. Im Jahr 2005 kam noch die Pfarrei St. Kastor zu dieser Gemeinschaft hinzu.

## Bau und Ausstattung

### Außen

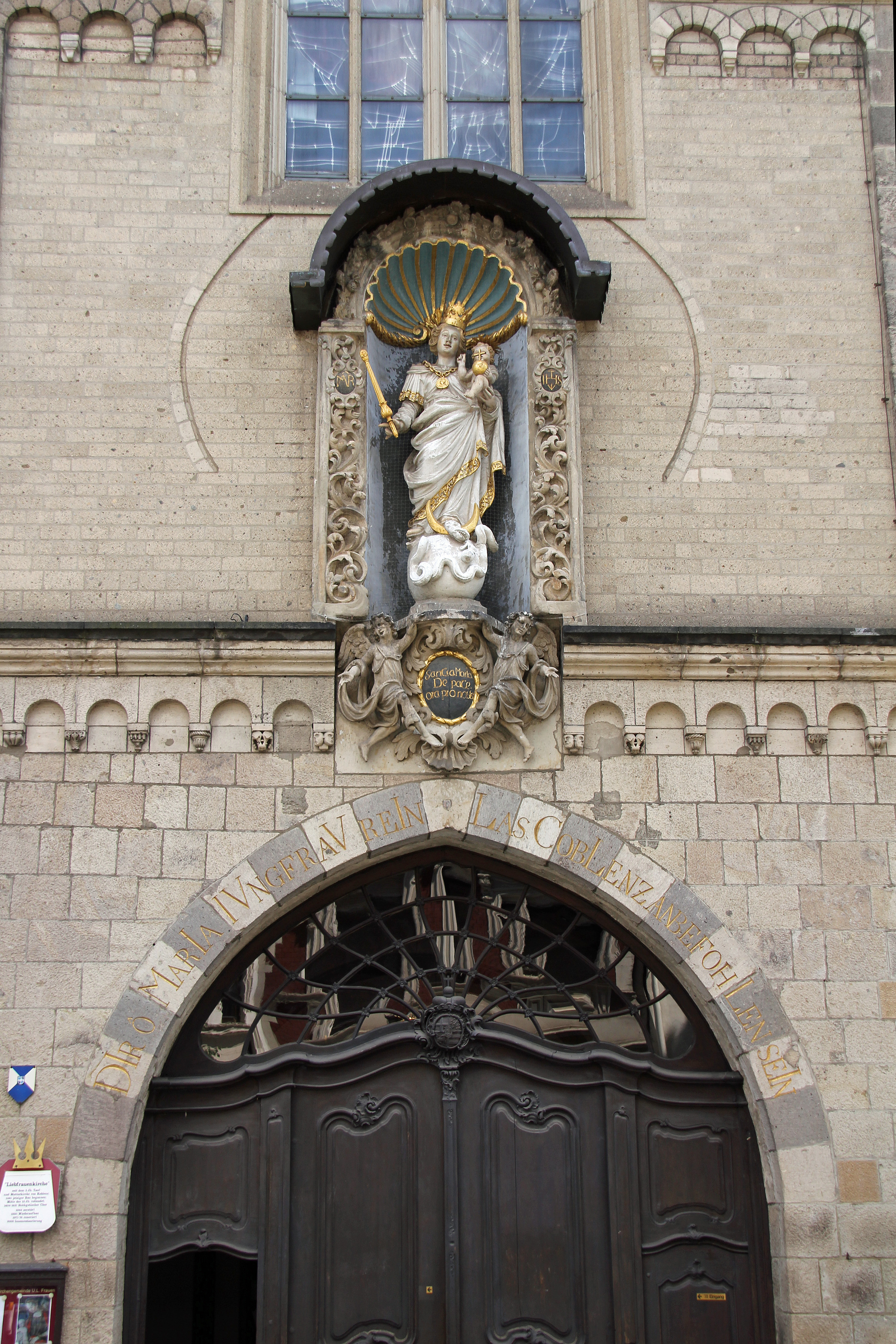
Das Hauptportal mit der Nischenfigur der Maria

Die Baugeschichte der Liebfrauenkirche ist durch die unterschiedlichen Formen und genutzten Materialien von einer heterogenen Struktur des Bauwerks gekennzeichnet. Die um 1205 vollendete spätromanische Kirche ist eine dreischiffige Emporenbasilika ohne Querhaus. Beim Kernbau handelt es sich um ein basilikal gestuftes, romanisches Langhaus, ein Putzbau mit Sandsteingliederung. Die Seitenschiffe besitzen eigene Portale und erhielten kurz nach 1200 ihre Fächerfenster. Unter einem der Fächerfenster der Nordseite ist ein Hagioskop freigelegt.
An den spätromanischen Bau ist der spätgotische Chor angesetzt. Die Wandflächen sind mit Blendbögen und Lisenen sowie mit heute vermauerten Bogenöffnungen in den oberen Stockwerken des romanischen Teils aufgelockert. Die Doppelturmfassade im Westen korrespondiert in ihrer repräsentativen Wirkung mit den Westfassaden der ehemaligen Koblenzer Stiftskirchen St. Kastor und St. Florin. Die Türme bestehen aus unverputztem Tuffquaderwerk und schließen mit spätbarocken Doppellaternen und Zwiebelhauben ab. Sie überragen die Stadt und prägen maßgeblich deren Silhouette. Der dreiteilige spätgotische Chor ist mit Basaltquadern verblendet. Der Hauptchor besitzt reich dekorierte Strebepfeiler und hohe die Wand auflösende Maßwerkfenster, die auf Einflüsse der Frankfurter Gotik um Mathern Gerthener hindeuten. Östlich davon schließt sich die im frühen 20. Jahrhundert um einen Anbau erweiterte Sakristei an. Die Kirche ist über die gesamte Länge mit einem Schieferdach versehen. Das 1765 eingebaute Hauptportal besitzt eine geschnitzte Rokokotür von 1767 mit einer Umschrift, die die Stadt Koblenz der Fürsprache Mariens bei Gott empfiehlt. Darüber in einer Nische befindet sich die Figur der Muttergottes.

### Innen
Durch das Hauptportal gelangt man in eine Vorhalle, die sich zwischen den beiden Haupttürmen befindet. Hier schließt sich das dreischiffige, von Pfeilern gegliederte und mit Emporen ausgestattete Langhaus an. Die Freipfeiler im Langhaus sind durch abgetreppte Rundbögen miteinander verbunden. Darüber befindet sich ein spätgotisches Sternrippengewölbe, die Emporen besitzen ein Kreuzgratgewölbe. Im Osten wird die Kirche von einem hohen romanischen Chor mit achtteiligem Rippengewölbe und einem dahinter liegenden spätgotischen Chor (15. Jahrhundert) mit Sterngewölbe, das von großen Maßwerkfenstern gekennzeichnet ist, abgeschlossen. Die Schlusssteine des Hauptchors und der Nebenchöre zeigen Heiligenfiguren und die Wappen der Stadt Koblenz sowie der Trierer Erzbischöfe Otto von Ziegenhain und Jakob von Sierck.
Die Liebfrauenkirche besitzt eine Reihe von bedeutenden Ausstattungsstücken, die aus der Zeit zwischen dem 15. und 18. Jahrhundert stammen. Der Nikolaus-Altar im südlichen Seitenschiff ist der einzig alte erhaltene Altar. Ein säulengerahmter marmorner Aufsatz zeigt ein Gemälde des heiligen Nikolaus mit einer Ansicht von Koblenz, geschaffen von Sylvester Baumann im Jahr 1680. Diese Ansicht ist deshalb besonders bedeutend, weil sie die Stadt in ihrem mittelalterlichen Zustand vor der Bombardierung 1688 zeigt. Bei einer Restaurierung des Gemäldes 2015 stellte sich heraus, dass der Hintergrund des Bildes in großen Teilen übermalt war, seit der Abnahme dieser späteren Veränderungen ist die hohe Qualität der Malerei wieder erkennbar.
Links neben dem Altar befindet sich die Büste des Stifters und kaiserlichen Gesandten Johann Cramprich von Cronefeld († 1693), die von dem niederländischen Bildhauer Johannes Blommendael geschaffen wurde. Weitere bedeutende Stücke sind ein Holzkruzifix (Mitte 14. Jahrhundert), Figuren der Immaculata und des heiligen Josef (Mitte 18. Jahrhundert) sowie in der Vorhalle drei figürliche Grabplatten der Koblenzer Familie Von dem Burgtorn. Des Weiteren befinden sich in der Kirche bedeutende Grabmäler der Renaissance, beispielsweise des Domherren Damian Emmerich von Orsbeck († 1685), des Freiherren Ferdinand Damian von Breitbach-Bürresheim († 1747), des Pfarrers Johann Jakob Langnas († 1711) und von Anna Antonetta Freifrau von Kesselstatt († 1716).

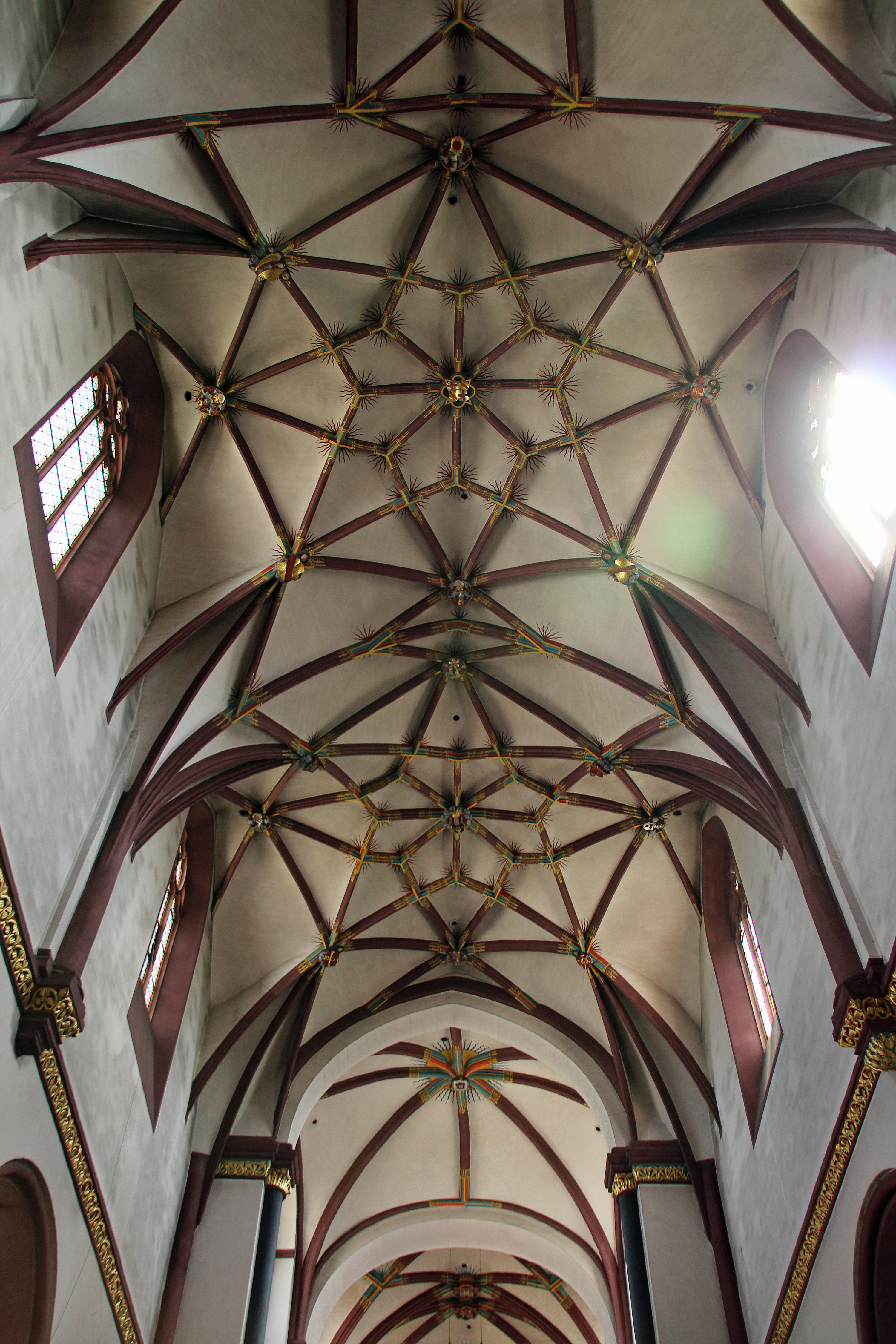
Spätgotische Sterngewölbe
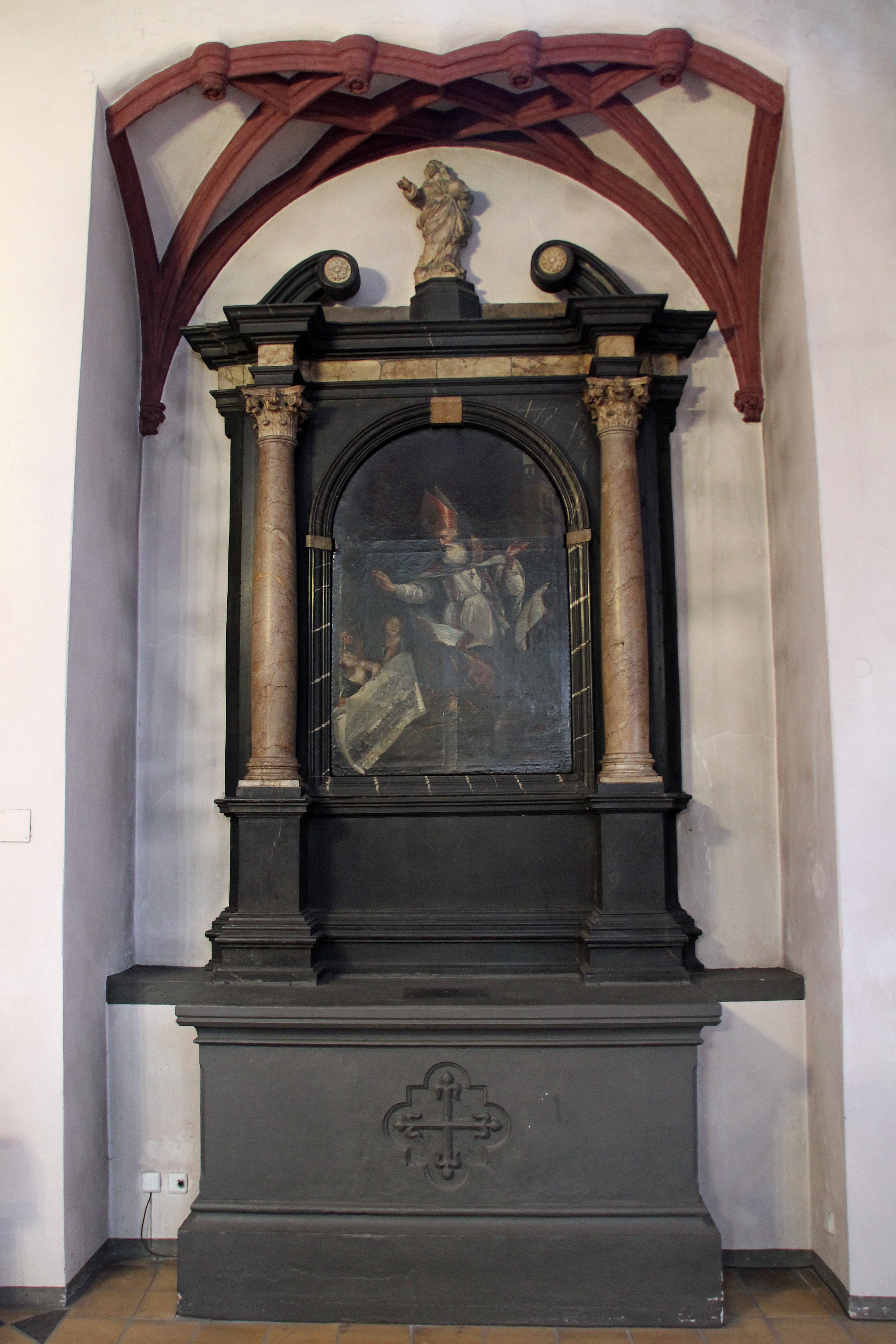
Alter Altar mit Gemälde des heiligen Nikolaus
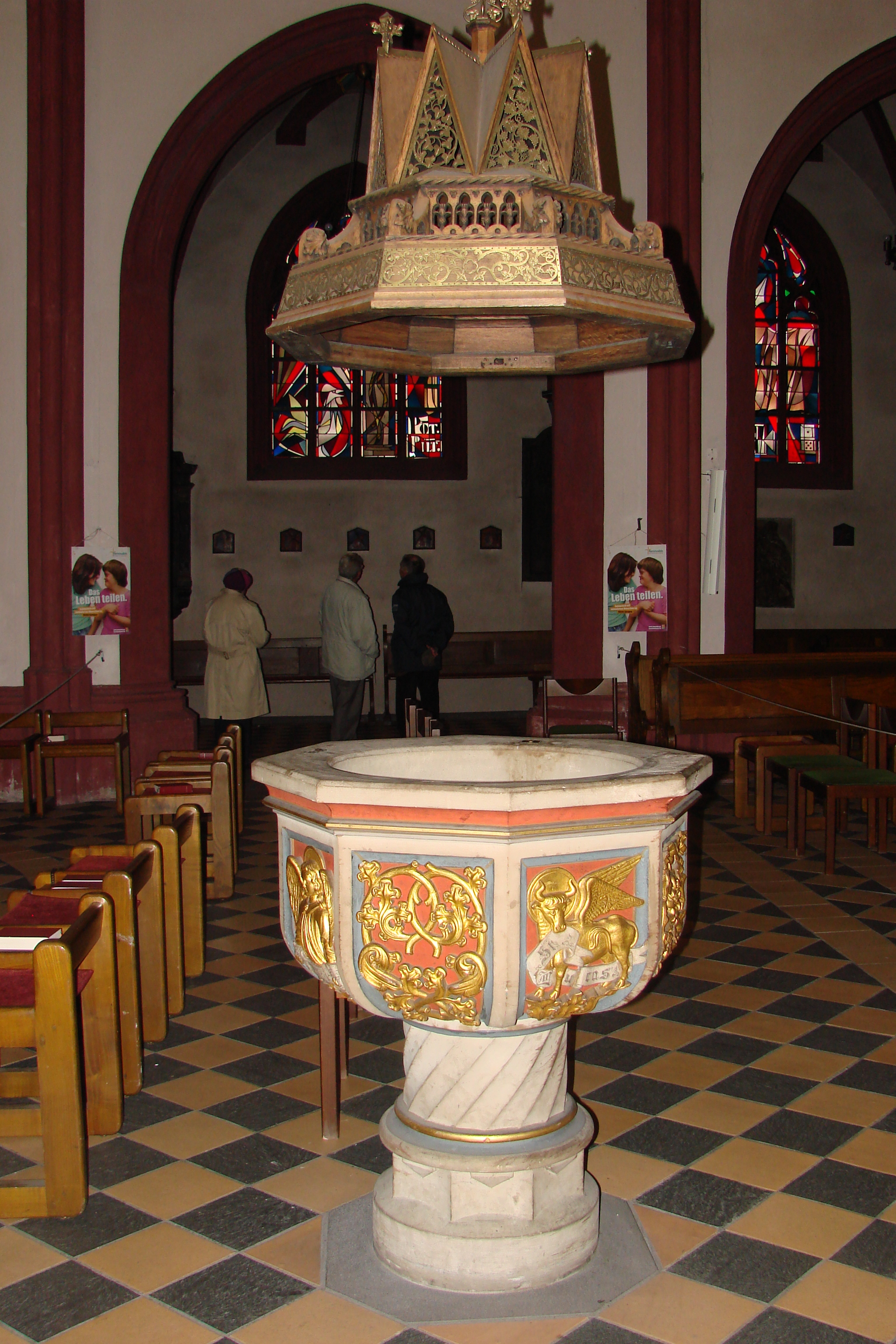
Taufbecken
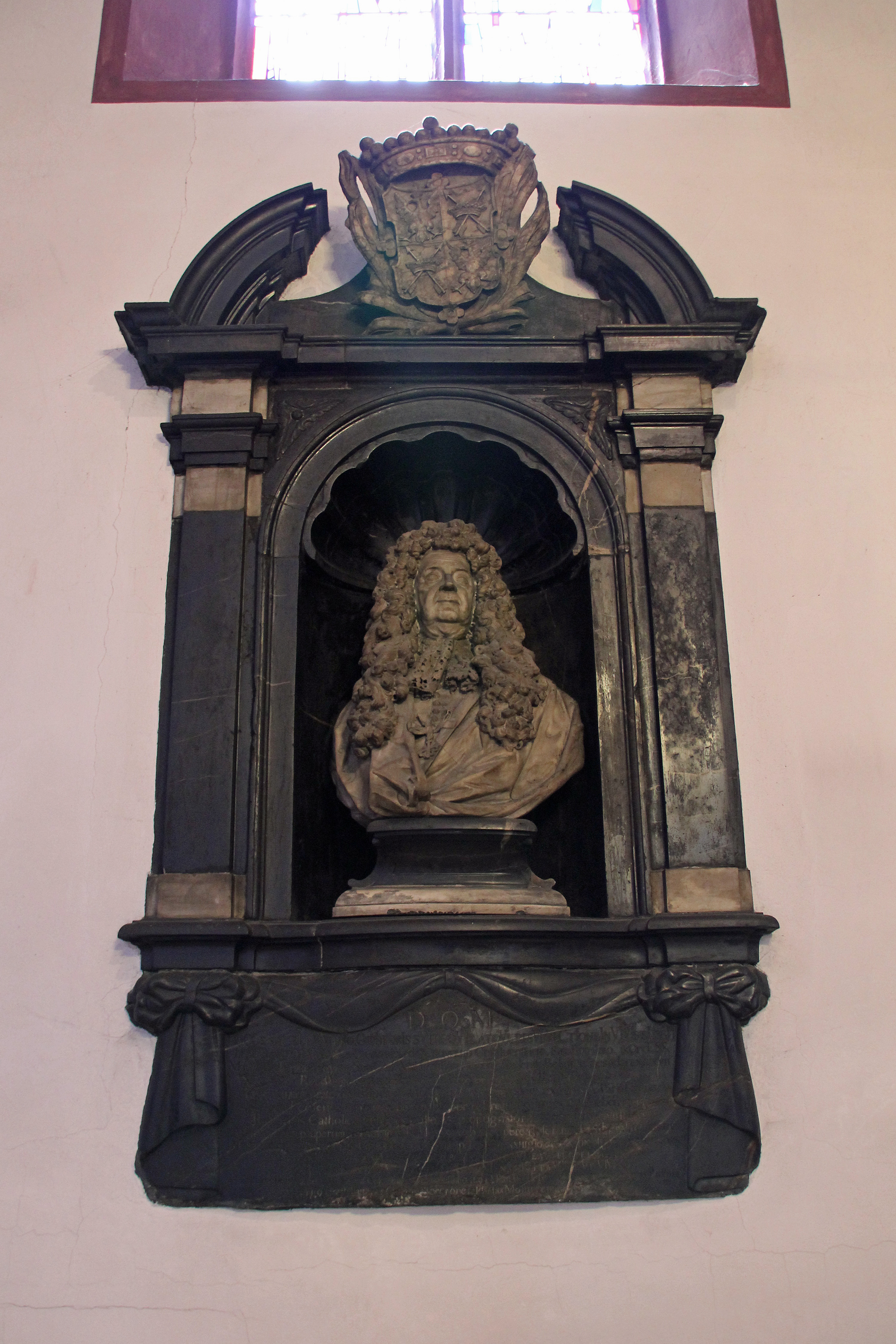
Büste von Johann Cramprich von Cronefeld, geschaffen von Johannes Blommendael
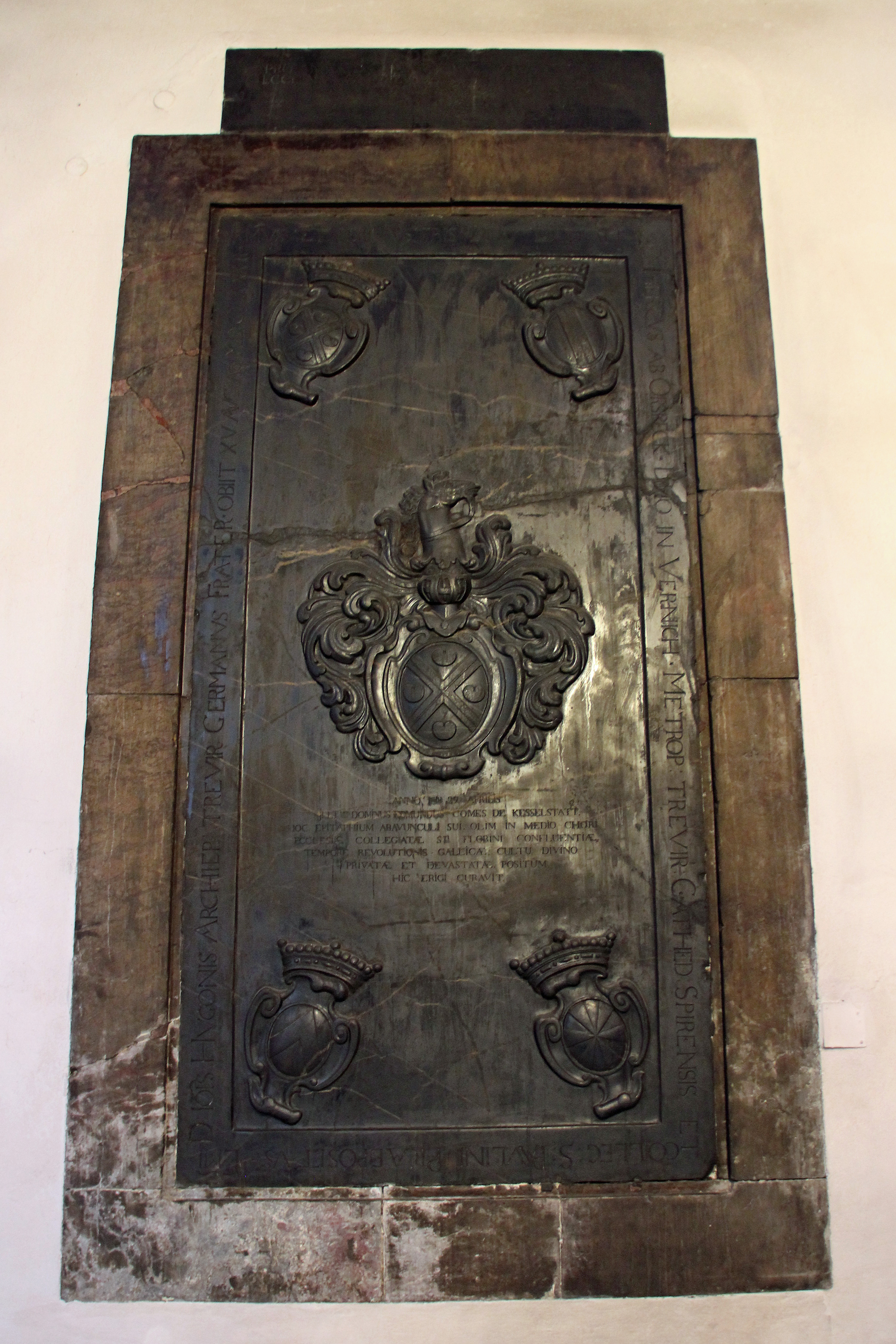
Grabmal von Anna Antonetta Freifrau von Kesselstatt

### Orgel

Langhaus nach Westen mit der Orgel

Die 1984 erbaute Orgel der Firma Orgelbau Simon aus Borgentreich wurde 2007 durch die Orgelbaufirma Siegfried Merten aus Remagen umfassend restauriert und umgebaut, wobei u. a. auch das Spektrum der Koppeln erweitert wurde, und das Instrument mit einer MIDI-Schnittstelle ausgestattet wurde. Die Orgel hat heute 38 Register auf drei Manualen und Pedal, sowie 4 Transmissionen aus dem Hauptwerk in das Pedal. Die Trakturen und Koppeln sind, mit Ausnahme der Pedal-Normalkoppeln, elektrisch.
| I Rückwerk C–g3 |                |       |
| 1.              | Bourdon        | 8′    |
| 2.              | Praestant      | 4′    |
| 3.              | Blockflöte     | 4′    |
| 4.              | Flachflöte     | 2′    |
| 5.              | Quinte         | 1 ⁄3′ |
| 6.              | Sesquialter II | 2 ⁄3′ |
| 7.              | Zimbel III     |       |
| 8.              | Krummhorn      | 8′    |
|                 | Tremulant      |       |

| II Hauptwerk C–g3 |               |        |
| 9.                | Prinzipal     | 8′     |
| 10.               | Harmonieflöte | 8′     |
| 11.               | Gedackt       | 8′     |
| 12.               | Octave        | 4′     |
| 13.               | Rohrflöte     | 4′     |
| 14.               | Quinte        | 2 ⁄3′  |
| 15.               | Superoctave   | 2′     |
| 16.               | Terz          | 1 3⁄5′ |
| 17.               | Mixtur IV     |        |
| 18.               | Bombarde      | 16′    |
| 19.               | Trompete      | 8′     |

| III Schwellwerk C–g3 |                 |        |
| 20.                  | Flöte           | 8′     |
| 21.                  | Gemshorn        | 8′     |
| 22.                  | Schwebung       | 8′     |
| 23.                  | Prinzipal       | 4′     |
| 24.                  | Flöte           | 4′     |
| 25.                  | Nasard          | 2 ⁄3′  |
| 26.                  | Octave          | 2′     |
| 27.                  | Terz            | 1 3⁄5′ |
| 28.                  | Sifflöte        | 1′     |
| 29.                  | Scharf IV       |        |
| 30.                  | Hautbois        | 8′     |
| 31.                  | Trompete        | 8′     |
| 32.                  | Trompette harm. | 4′     |
|                      | Tremulant       |        |

| Pedal C–f1 |                     |         |
| 33.        | Prinzipalbass       | 16′     |
| 34.        | Subbaß              | 16′     |
| 35.        | Quinte              | 10 2⁄3′ |
| 36.        | Octavbaß            | 8′      |
|            | Gedacktbaß (Nr. 11) | 8′      |
|            | Choralbaß (Nr. 12)  | 4′      |
| 37.        | Hintersatz IV       |         |
| 38.        | Posaune             | 16′     |
|            | Bombarde (Nr. 18)   | 16′     |
|            | Trompete (Nr. 19)   | 8′      |

- Koppeln:
  - Normalkoppeln: I/II, III/I, III/II, P/II, I/P, II/P, III/P
  - Superoktavkoppeln: I/II, II/II, III/II, III/III, P/P
  - Suboktavkoppeln: I/II, II/II, III/II, III/III
- Spielhilfen: elektronische Setzeranlage mit über 50.000 Kombinationen

### Glocken

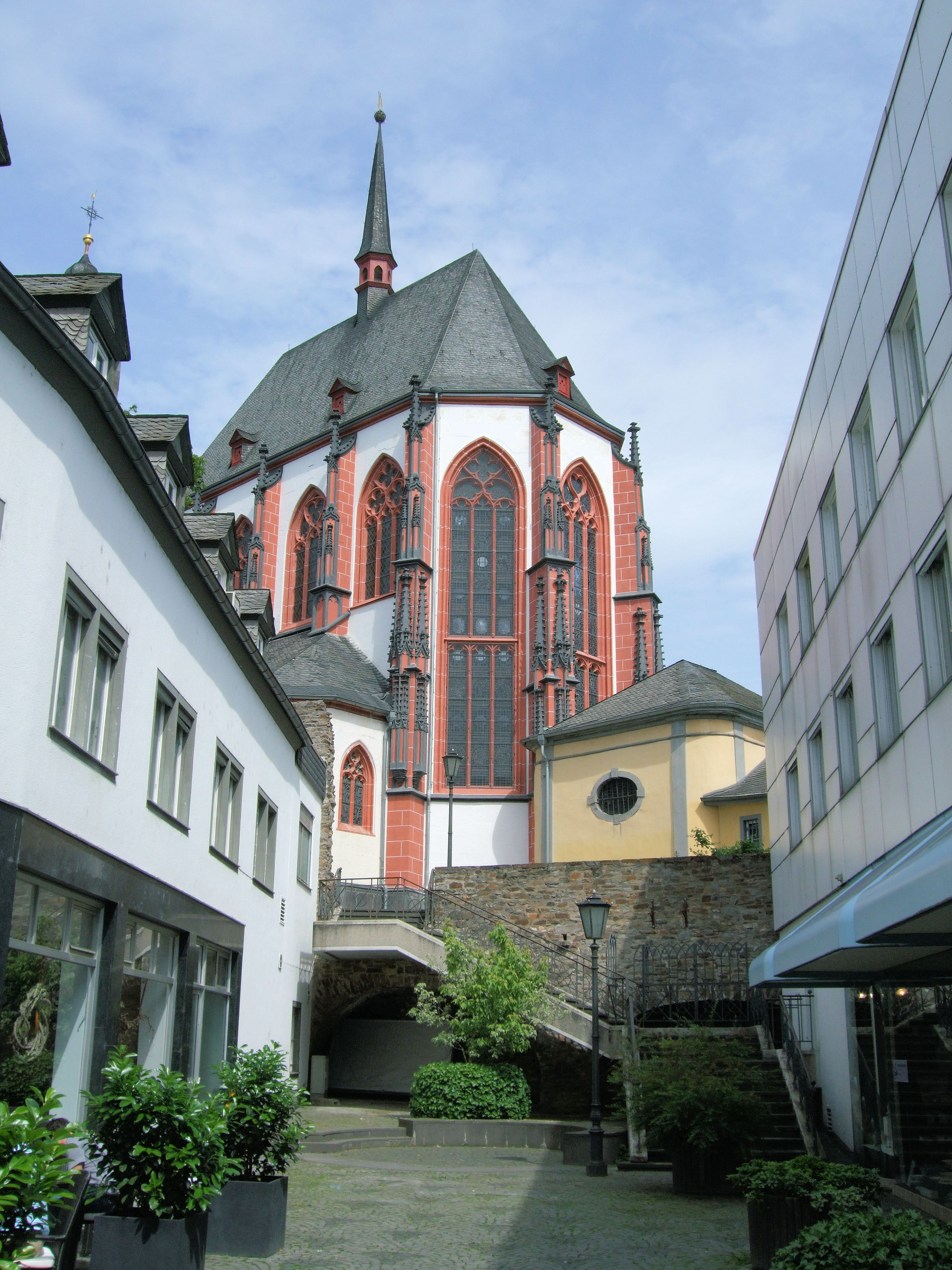
Der Chor von Südosten

Im Nordturm der Liebfrauenkirche hängen in einem stählernen Glockenstuhl vier Glocken übereinander, unten die größte, oben die kleinste. Größte Glocke ist die Marienglocke (des1), die Edmund Fabri 1701 gegossen hat. Darüber hängen die Dreifaltigkeitsglocke (es1) und die Barbaraglocke (f1), beide 1962 von Mabilon in Saarburg gegossen. Oberste Glocke ist die Annenglocke (g1), 1705 von Fabri gegossen. In Erinnerung an die Schließung der Stadttore und den Zapfenstreich hat sich das Läuten der Lumpenglocke erhalten. Jeden Tag wird die Barbaraglocke um 22 Uhr als Lumpenglocke geläutet. Danach schweigen Geläut und Stundenschlag bis zum frühen Morgen. Die Dreifaltigkeitsglocke läutet zum Angelus um 12 Uhr.
Die Dreifaltigkeitsglocke wird zu den Werktagsgottesdiensten und an Festen zusammen mit der Barbaraglocke geläutet. Sonntags und an Feiertagen läuten Dreifaltigkeits-, Barbara- und Annenglocke, an Hochfesten mit der Marienglocke. Diese wird solistisch nur zu Sterbeämtern und Beerdigungen geläutet. Laut ihrer Inschrift ist die Glocke dazu bestimmt, die Tore zu schließen (sie war also früher die Lumpenglocke), Tote zu beklagen, das Volk zu rufen, zu Festen zu erschallen und das Salve zu läuten.

## Turmwächter
Spätestens seit dem 18. Jahrhundert und bis ins Jahr 1893 versahen auf einem der Türme der Liebfrauenkirche zwei Turmwächter ihren Dienst. Die vier Nachtwächter rund um die Liebfrauenkirche – insgesamt versahen jede Nacht zehn Nachtwächter ihren Dienst in Koblenz – meldeten sich im Wechsel jede Viertelstunde durch Ziehen der Turmglocke bei den Turmwächtern, die sie dann durch das Rufrohr am Turm ansprachen. Der Dienst der Turmwächter dauerte vom Läuten der „Polizeiglocke“ durch sie um 22 Uhr – hieran erinnert noch das Läuten der „Lumpenglocke“ in Liebfrauen – bis 3, 4 oder 5 Uhr, je nach Jahreszeit. Mit dem Horn bliesen sie die Viertelstunden. Sahen sie einen Brand oder meldete ein Nachtwächter ein Feuer, gaben sie mit „Feuerglocke“ und Horn Feueralarm. Durch ein Rufrohr konnten sie der Feuerwehr nach unten melden, wo es brannte. In Richtung des Brandes hängten sie eine Laterne. Am Tag läutete der Küster die Feuerglocke.

## Pfarreiengemeinschaft
Die Liebfrauenkirche ist Teil der „Pfarreiengemeinschaft Koblenz-Innenstadt Dreifaltigkeit“, zu der auch die Herz-Jesu-Kirche und die Basilika St. Kastor in der Altstadt sowie St. Josef in der Südlichen Vorstadt und St. Menas in Stolzenfels gehören.

## Denkmalschutz
Die Liebfrauenkirche ist ein geschütztes Kulturdenkmal nach dem Denkmalschutzgesetz (DSchG) und in der Denkmalliste des Landes Rheinland-Pfalz eingetragen. Sie liegt in der Denkmalzone Altstadt.
Seit 2002 ist die Liebfrauenkirche Teil des UNESCO-Welterbes Oberes Mittelrheintal. Des Weiteren ist sie ein geschütztes Kulturgut nach der Haager Konvention und mit dem blau-weißen Schutzzeichen gekennzeichnet.